# Bukovany (Příbrami járás)
Bukovany település Csehországban, a Příbrami járásban. Bukovany Cetyně, Zbenice, Chraštice és Kozárovice településekkel határos. Lakosainak száma 113 fő (2024. január 1.).

## Népesség
A település lakosságának változását az alábbi diagram mutatja:
| Lakosok száma | 369  | 321  | 264  | 347  | 111  | 71   | 92   | 93   | 85   | 113  |
|               | 1869 | 1890 | 1921 | 1950 | 1980 | 2001 | 2017 | 2019 | 2022 | 2024 |